# Kárpáti György (vízilabdázó)

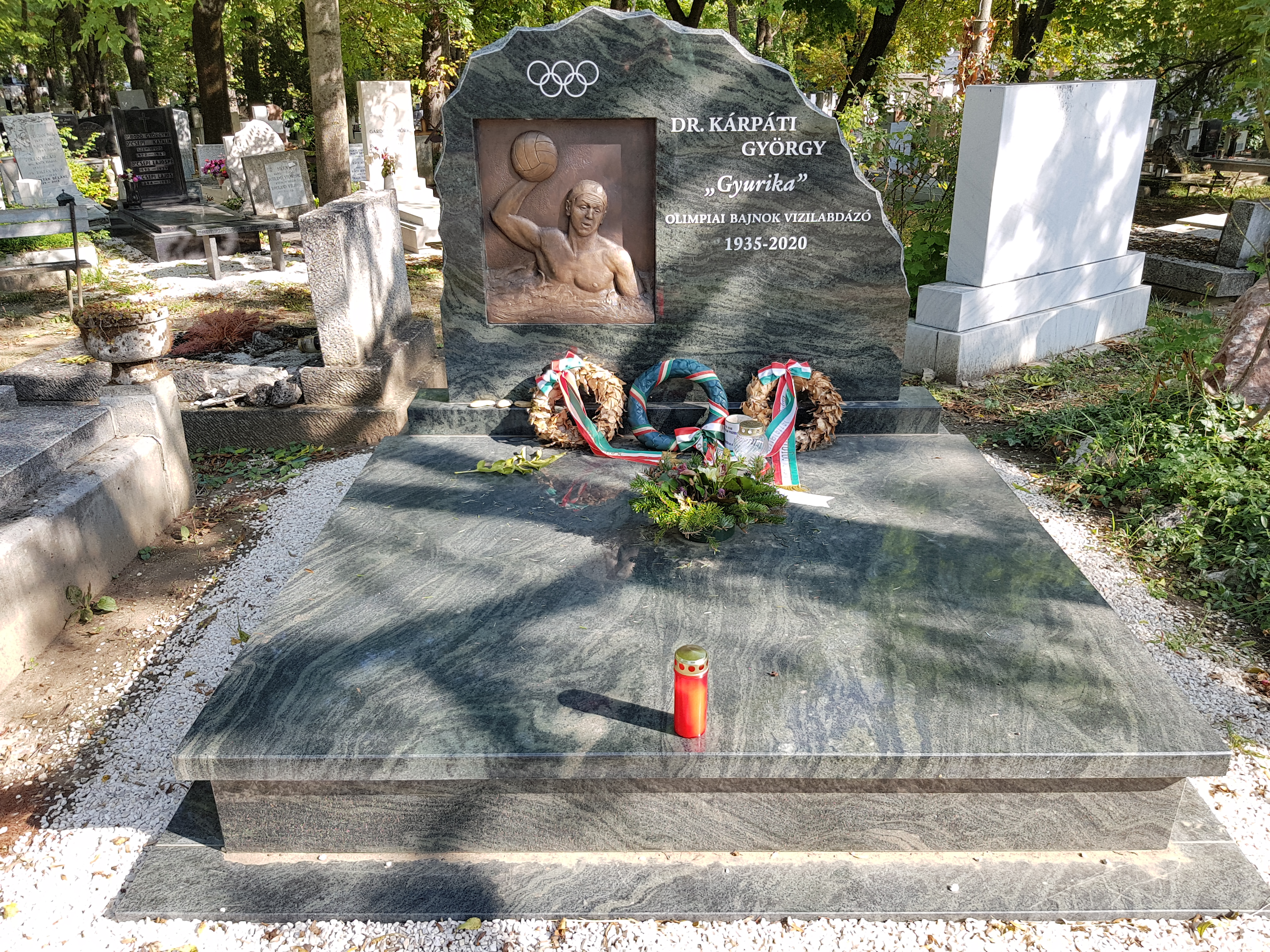
Kárpáti György síremléke a Farkasréti temetőben.

Kárpáti György (Budapest, 1935. június 23. – Budapest, 2020. június 17.) a Nemzet Sportolója címmel kitüntetett háromszoros olimpiai bajnok magyar vízilabdázó, edző. Minden idők legfiatalabb magyar vízilabdázó olimpiai bajnoka.

## Játékos-pályafutása
1945-ben kezdett el úszni a Ferencvárosi TC csapatában, majd az úszás mellett elkezdett vízilabdázni, bár úszásban többször is volt országos bajnok, leragadt a vízilabdánál, ahol az azóta Budapesti Kinizsinek hívott FTC egyik meghatározó játékosa lett. 1952-ben, tizenhét évesen hívták be először a válogatottba, ugyanebben az évben olimpiai aranyat szerzett, a csapat legfiatalabb tagja volt. 1954-ben szerezte meg első Európa-bajnoki aranyát, majd a legendás melbourne-i vízilabdatornán sikerült újra olimpiai aranyat szereznie. 1958-ban újra Európa-bajnok. Az 1960-as római olimpián a csapat bronzérmet szerzett, 1962-ben viszont megszerezte harmadik kontinensbajnoki győzelmét. Az 1964-es tokiói tornán megnyerte harmadik olimpiai aranyérmét, ez 2008-ig egyedül Gyarmati Dezsőnek sikerült még. 1969-ben vonult vissza az aktív vízilabdázástól. 162-szer szerepelt a magyar válogatott színeiben, és ötszörös magyar bajnok volt a Fradival vízilabdában.
Játékstílusára jellemző volt a gyorsaság, a robbanékonyság és a kiváló helyzetfelismerés. Az FTC 100 éves jubileumának alkalmából az FTC népligeti sportcentrumában felállították a mellszobrát.

## Díjai, elismerései
- A Magyar Népköztársaság Kiváló Sportolója (1962)[4]
- Úszó Hírességek Csarnokának a tagja (1982)
- Halhatatlanok Klubja tag (1994)
- A Magyar Köztársasági Érdemrend középkeresztje (1994)
- MOB Olimpiai aranygyűrű (1995)
- Szent György Lovagrend tagja (1996)
- A Köztársasági Elnök Aranyérme (1996)
- Az évszázad magyar vízilabda-válogatottjának a tagja (2000)
- MOB-érdemérem (2004)
- Magyar Örökség díj (2004)
- NOB elnöki különdíj (2005)
- Budapest díszpolgára (2010)
- A Nemzet Sportolója (2013)
- Józsefváros díszpolgára (2018)[5]

## Edzői pályafutása
1970-ben Gyarmati Dezső segítője lett a férfi vízilabda-válogatottnál, akivel az 1976-os montréali olimpián edzőként is aranyat szerzett. 1980-ig viselte a posztot. Az 1980-as években néhány évig Ausztráliában trénerkedett.

## Sportvezetőként
Az FTC vízilabda-szakosztályának vezetője volt. 1989-ben a MOB (1992-ig) valamint a Magyar Vízilabda-szövetség (újraválasztva: 1996) elnökségi tagjának választották. 1990-ben a Ferencváros elnökségébe került be.

## Sporton kívüli pályafutás, feltételezett ügynökmúlt
Aktív játék mellett járt az Eötvös Loránd Tudományegyetem Jogtudományi Karára, ahol 1964-ben szerzett jogi doktorátust. 2003-tól a Fidesz kulturális tagozatának sportszekciójában vállalt tisztséget. Pályafutását több könyvben dolgozta fel.

### Levélhamisítás
Az 1956-os olimpián aranyérmet szerző Zádor Ervin az ötven év alatt mindössze egyszer tért haza Magyarországra, a 2006. szeptemberi parlamenti fogadásra mindenki várta, de nem jött. Társa, Kárpáti György szerint levélben indokolt: amíg Gyurcsány Ferenc a miniszterelnök, addig nem jön. A levélről kiderült, Kárpáti írta, Zádor tudta nélkül. Noha Kárpáti szerint ő Zádor gondolatait fogalmazta bele, Zádor a Frankfurter Allgemeine Zeitungnak úgy nyilatkozott, azt sem tudja, ki Magyarország miniszterelnöke, nem írt semmiféle levelet, őt a magyar médiumok nem is érték el, hogy nyilatkozhasson. Később a csapattárs, Gyarmati Dezső is elképzelhetetlennek nevezte Zádor ilyen megjegyzését.

### Feltételezett ügynökmúlt
2008 októberében olyan dokumentumok láttak napvilágot, melyek szerint Kárpáti 1962 és 1987 között ügynökként jelentéseket írt csapattársairól. A kiszivárgott dokumentumok szerint Kárpáti „Halasi” fedőnéven dolgozott a Belügyminisztérium hírhedt III/III osztályának. Akkoriban ez a csoport politikai rendőrségként működött, feladata volt a belső elhárítás, kötelékében sok beszervezett civil működött. A feltételezések szerint Kárpáti, 1964 és 1966 között – amely időszakra esett a tokiói olimpia is – átkerült a kémelhárítással foglalkozó III/II-es alosztályhoz. A besúgóhálózat felügyeletével foglalkozó Stoll Dániel rendőrőrnagy egy jelentésében külön kitért arra, hogy a „Halasi” fedőnéven működő kapcsolat milyen eredményesen és odaadóan segítette az operatív munkát. Az olimpikonokat Tokióban összesen 42 hálózati személy figyelte, a vízilabdacsapatban legalább két hálózati személy volt. A sportoló a média megkeresésére úgy nyilatkozott, nem tud arról, hogy együttműködött volna a Kádár-rendszer titkosszolgálatával, és nem kommentálta, miért szűnt meg 1987-ben a kapcsolata a Belügyminisztériummal. Az akta szerint „bűncselekmény elkövetése miatt” zárták ki az állományból. Kárpáti György két egykori csapattársa kételkedett az ügynökvádban
Demszky Gábor az ügy nyilvánosságra kerülését követően nyilatkozatban kérte fel Kárpátit, hogy a 2008 szeptemberében neki megítélt Budapest díszpolgára díjat ne vegye át, s ő ezek után nem is kívánta átvenni az akkori főpolgármestertől. 2009-ben pert nyert a hírt nyilvánosságra hozó médiummal szemben. Végül 2010. december 1-jén vette át a díszpolgári címet.
Kárpáti az ügynökmúltjára vonatkozó állításokat mindvégig tagadta. A kort kutató ismert történésszel, Ungváry Krisztiánnal folytatott jogvita jogilag és történész-szakmailag helytálló eredménye az, hogy nem jelenthető ki, miszerint Kárpáti György ügynök volt, ugyanakkor az igen, hogy az állambiztonsági szervek annak tartották.

## Magánélete
Háromszor volt házas. A második feleségétől egy lánya és egy fia született. Röviddel 85. születésnapja előtt, Budapesten hunyt el.
2020. július 2-án kísérték utolsó útjára a budapesti Farkasréti temetőben. A ravatalánál beszédet mondott Vári Attila kétszeres olimpiai bajnok vízilabdázó, a Magyar Vízilabda-szövetség elnöke, Kulcsár Krisztián a Magyar Olimpiai Bizottság elnöke, Kásler Miklós miniszter és Gerendás György az FTC részéről. A temetés római katolikus szertartás szerint zajlott, amelyet Kozma Imre atya celebrált.

## Könyvei
- Peterdi Pál, Jeney László, Kárpáti György. Melbourne - Miami - Margitsziget : két olimpiai bajnok élményei. Budapest: Sport kiadó (1957)
- Kárpáti György, Peterdi Pál. Kint vagyok a vízből. Budapest: Sport kiadó (1966)
- Kárpáti György, Peterdi Pál. Itt állok megfürödve (1981). ISBN 9635001126
- Kárpáti György, Peterdi Pál. Medencék, gólok, pofonok : Helsinkitől Moszkváig. Budapest: Sport Lapkiadó és Propaganda Vállalat (1982). ISBN 9632535901
- Kárpáti György, Peterdi Pál. Cini és a többiek. Budapest: Sport Lapkiadó és Propaganda Vállalat (1985). ISBN 9632536061
- Kárpáti György, Peterdi Pál. Három testőr Ausztráliában. Budapest: Ifjúsági Lapkiadó (1988). ISBN 9634228720
- Kárpáti György, Peterdi Pál. Mennyei lábtengó (és más hazugságok). Budapest: Puskás Marketing Tanácsadó Kft. (1997). ISBN 9630475146
- Kárpáti György–Káel Csaba: Gyurika. Egy pólós vallomásai. Interjúkötet és DVD; B&L Line, Bp., 2016 + DVD